# Das Auge der Spinne
Das Auge der Spinne (Originaltitel: L’occhio del ragno) ist ein Gangsterfilm aus italienischer Produktion, den Roberto Bianchi Montero mit Klaus Kinski in einer der Hauptrollen inszenierte. Der Film kam ab dem 10. März 1972 in deutschsprachige Kinos.

## Handlung
Bei einem Überfall wird Paul Valery von seinen Komplizen im Stich gelassen. Nach seiner Verurteilung gelingt es ihm zu fliehen, wobei Professor Krüger, der den Überfall finanzierte und selbst Opfer eines Doppelspieles wurde, seine Beziehungen spielen lässt. Paul, der sich einer Gesichtsoperation unterzieht, soll das Geld wieder herbeischaffen.
So setzt sich Paul auf die Spuren von Mark und Hans Fischer, den Verrätern. Als er sie findet, kommt es durch die unterschiedlichen Interessenlagen zu einem tödlichen Ende für alle Beteiligten.

## Kritik
„Montero hat sich sehr viel Mühe gegeben, und es hat sich gelohnt“, fasst Michael Cholewa zusammen, der vor allem den Soft-Beat-Sound der Musik lobt. Dagegen hält das Lexikon des internationalen Films das Werk für einen „Krimi nach Schablone, mit Luxusausstattung und gehäuften Brutalitäten.“
Die italienische Kritik hält den Film für „eine Art Kaleidoskop des typischen B-Filmes der 1970er Jahre: ein feines Beispiel, wie sorgfältige Ausführung und Form über eine banale und vorhersehbare Handlung triumphiert.“ M. Cavagnaro bemängelt, wie bemerkenswert wenig Ansprüche der ehemalige Schauspieler Bianchi Montero als Regisseur an seine Darsteller habe: „Regelrecht schmerzhaft ist es anzusehen, wie er zum Beispiel Van Johnson einsetzt.“

## Bemerkungen
Der Film wurde 1977 unter neuem Titel, der vom Erfolg der „Kaliber 38“-Titel profitieren sollte, erneut in die Kinos gebracht.